# ويليام دوسن
ويليام دوسن (بالإنجليزية: William Dawson)‏ هو سياسي أمريكي، ولد في 17 مارس 1848 في الولايات المتحدة، وتوفي في 12 أكتوبر 1929 في نفس البلد. حزبياً، نشط في الحزب الديمقراطي. وقد انتخب عضو مجلس نواب ولاية ميسوري وانتخب عضو مجلس النواب الأمريكي.